# Studentencodex

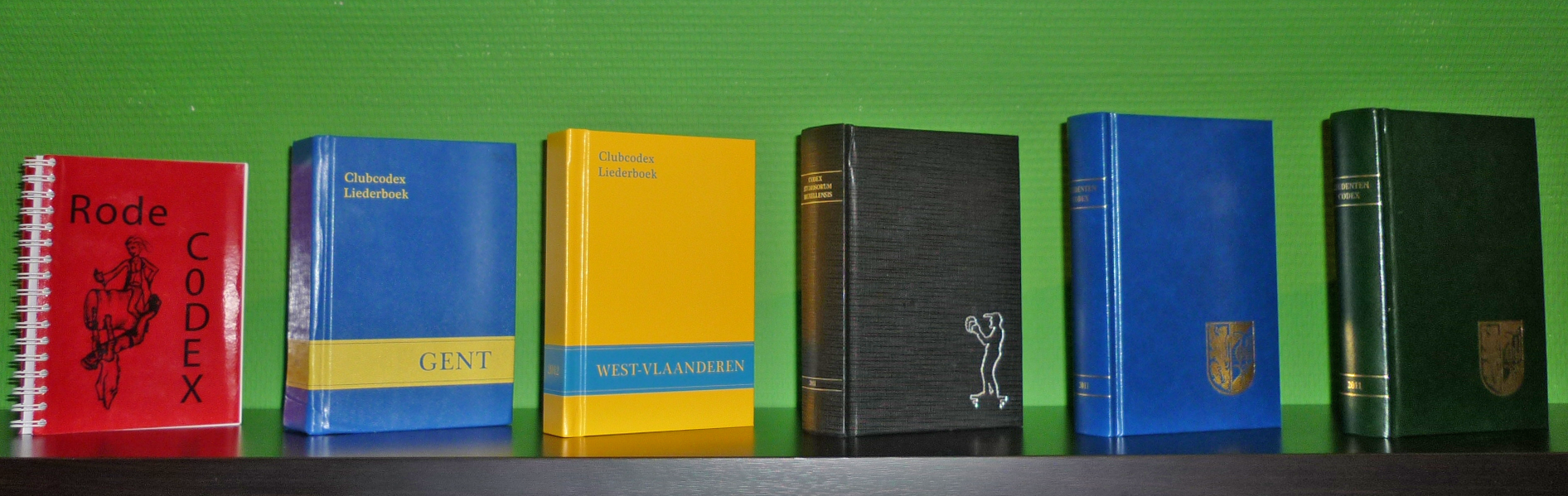
Alle Vlaamse 'studentencodices' die momenteel gebruikt worden (eind 2012); v.l.n.r. : Antwerpse Rode Codex (2008), Clubcodex & Liederboek Gent (2012), Clubcodex & Liederboek West-Vlaanderen (2012), Codex Studiosorum Bruxellensis (2011), blauwe KVHV-Studentencodex (2011), groene KVHV-Studentencodex (2011).

Een studentencodex is een traditioneel liedboek voor studenten, dat een onmisbaar attribuut bij cantus is. Het is de naam van het liedboek dat in 1955 voor het eerst werd uitgegeven door het Katholiek Vlaams Hoogstudenten Verbond in Leuven. Ondertussen zijn er in België meerdere 'studentencodices' of studentenliedboeken in omloop. 
In de juridische wereld is een codex een verzameling van wetten; vandaar ook de benaming 'Clubcodex' voor het geheel van 'wetten' voor het (Vlaamse) studentenclubleven.

## KVHV-Studentencodex

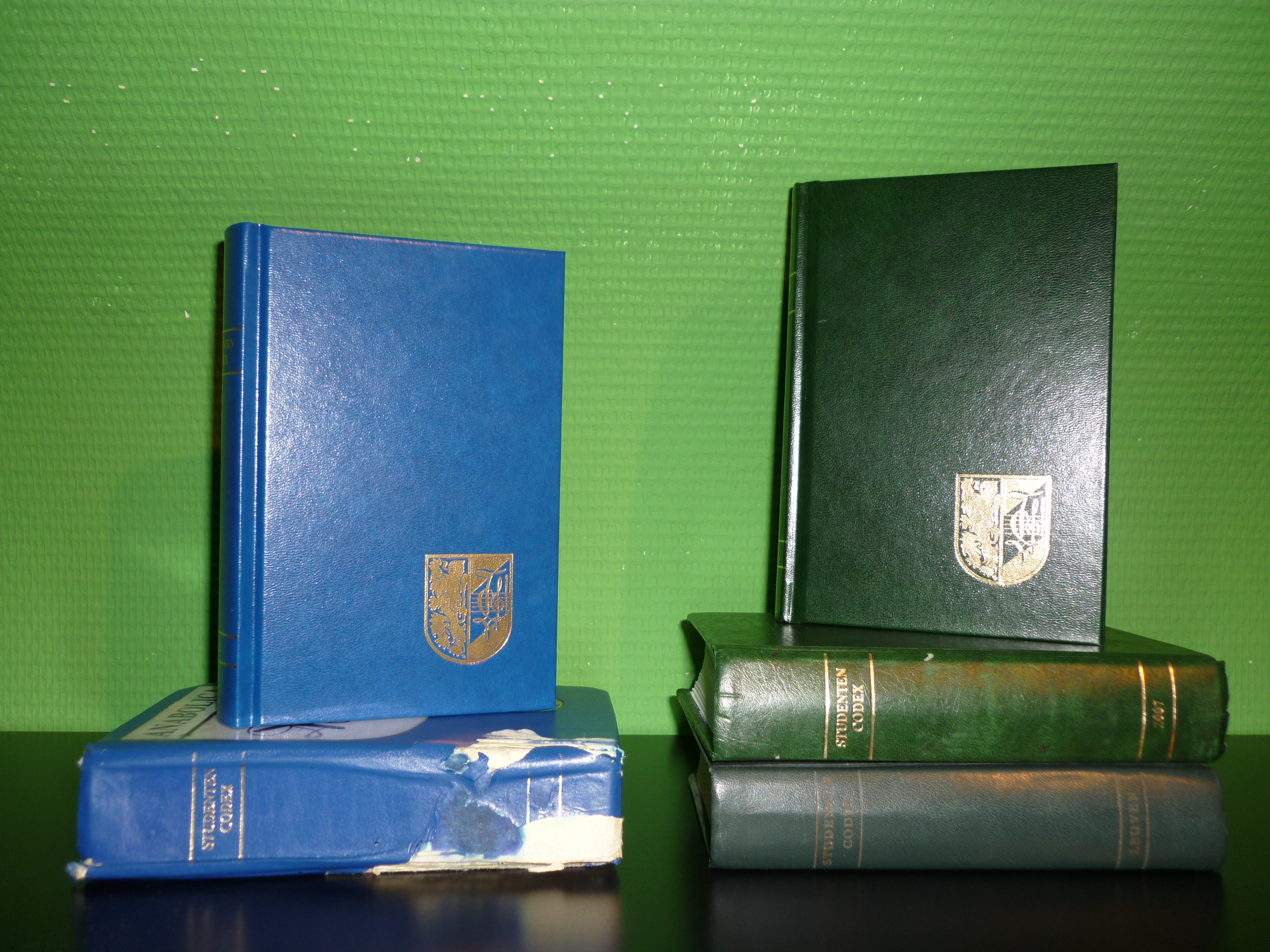
De blauwe KVHV Studentencodex (2007 en 2011) en de groene KVHV studentencodex (1955, 2007, 2011).

In Vlaanderen werden tot 2012 voornamelijk de codices van het KVHV gebruikt. Deze bestaan in twee uitgaven: een groene uitgave en een blauwe uitgave.
De groene uitgave is bestemd voor de provincies Vlaams-Brabant, Antwerpen, Limburg & voor het Brussels Hoofdstedelijk Gewest. Deze Leuvense codex werd een eerste maal in deze vorm uitgegeven in 1955. Hugo van Bockstal zorgde toen voor het tekstgedeelte, Wilfried Neefs voor de financiën. De Clubcodices zelf werden in opdracht van het K.V.H.V.-Leuven opgesteld door wijlen Dr. Mon de Goeyse.
De blauwe uitgave is bestemd voor de provincies Oost-Vlaanderen en West-Vlaanderen. In samenwerking met het SK Ghendt, het KVHV-Gent en het KVHV-Oostende bracht het Studentencentrum Leuven in 1993 de blauwe KVHV-codex uit. Deze werd gemaakt naar het Leuvense model voor de studenten uit Oost- en West-Vlaanderen. Deze eerste editie werd samengesteld door Jef Dauwe en Jan Veestraeten. Sinds de heruitgave van de Gentse codex door SC Ghendt en de aanvullende West-Vlaamse codex wordt deze uitgave minder gebruikt.
Elk van deze uitgaves bevat drie delen. Het eerste deel wordt het korpsboek genoemd, en bevat een overzicht van de meeste studentenclubs die in bovenvermelde provincies gevestigd zijn. Het tweede deel heet clubcodex en wordt ook weleens de blauwe bladzijden genoemd. Het bevat de regels en voorschriften die het Vlaamse, traditioneel-studentikoze leven beheersen, onder andere de regels met betrekking tot het verloop van een clubavond. Het derde deel noemt men het liederboek en bevat honderden liederen in verschillende talen: Nederlands, Duits, Afrikaans, Frans, Engels en Latijn. De clubcodex en het liederenboek zijn in beide uitgaves identiek. Alleen het korpsboek verschilt.

### Uitgaves Groene K.V.H.V Studentencodex
- Eerste uitgave: 1955
- Tweede uitgave: 1959
- Derde uitgave: 1965[1]
- Vierde uitgave: juli 1973
- Vijfde uitgave: februari 1978
- Zesde uitgave: maart 1981
- Zevende uitgave: oktober 1984
- Achtste uitgave: oktober 1987
- Negende uitgave, eerste druk: oktober 1989
- Negende uitgave, tweede druk: 1991
- Tiende uitgave: oktober 1993
- Elfde uitgave: oktober 1996
- Twaalfde uitgave: januari 1999
- Dertiende uitgave: januari 2003
- Veertiende uitgave: september 2007
- Vijftiende uitgave: oktober 2011
- Zestiende uitgave: september 2014
- Zeventiende uitgave: oktober 2015
- Achttiende uitgave: oktober 2017
- Negentiende uitgave: januari 2020
- Twintigste uitgaven: oktober 2024

In 2004 verscheen een vergelijkende studie van de liederen van de eerste tot de dertiende uitgave.

### Uitgaves Blauwe K.V.H.V Studentencodex
- Eerste uitgave: 1993
- Tweede uitgave: 1996
- Derde uitgave: 2001
- Vierde uitgave: 2007
- Vijfde uitgave: 2011
- Zesde uitgave: 2024

## Clubcodex & Liederboek (S.K. Ghendt en S.C. Ghendt)

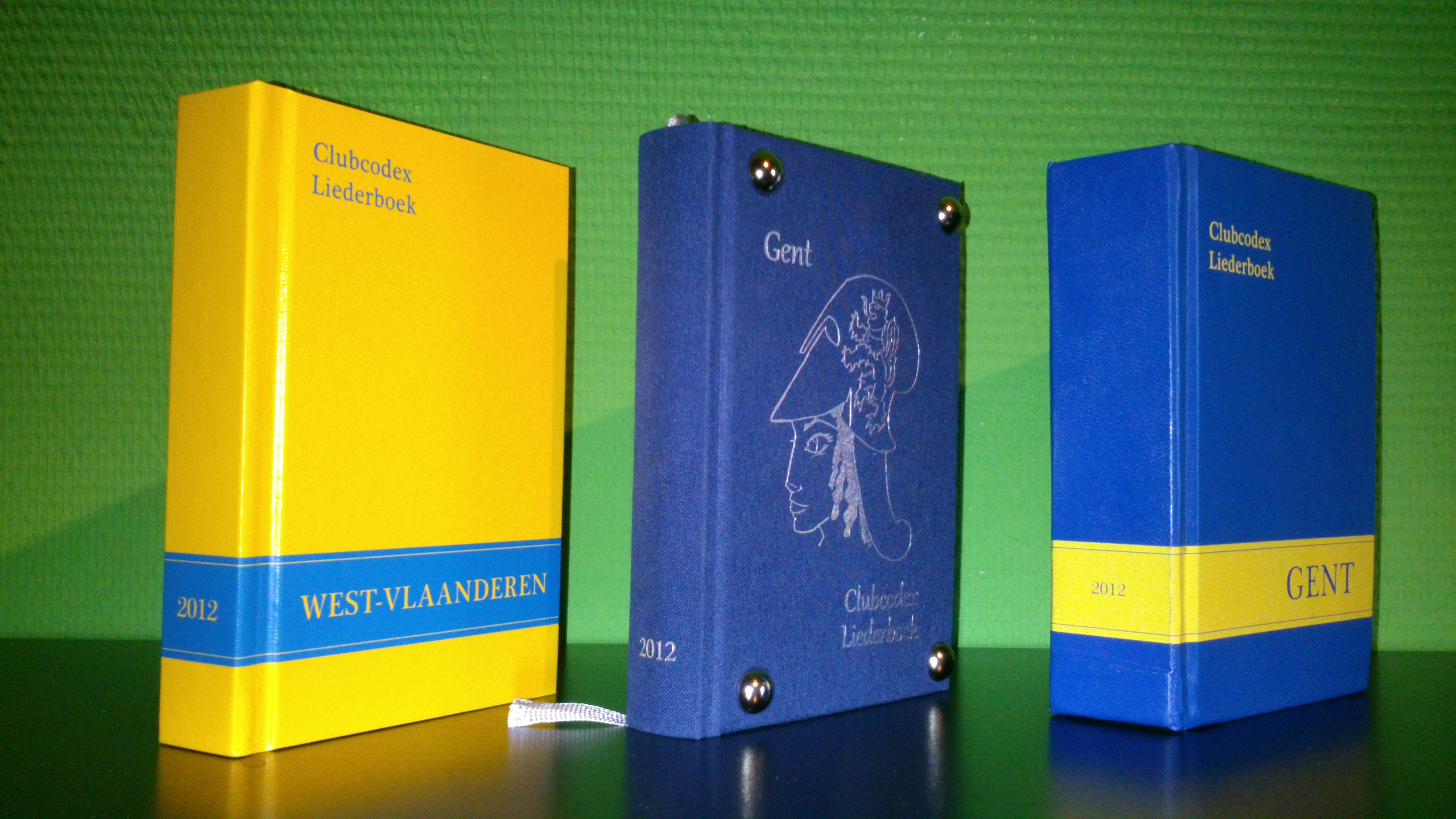
Clubcodex & Liederboek Gent (2012), Clubcodex & Liederboek Gent Luxe-uitgave (2013), Clubcodex & Liederboek West-Vlaanderen (2012).

De eerste editie van de Gentse codex van het Seniorenkonvent Ghendt (SK Ghendt) kwam uit in 1935. Door onder andere financiële redenen verdween de Gentse codex begin jaren 90. De uitgave van een studentencodex in Gent werd toen in handen gegeven van het Studentencentrum Leuven, dat besloot de Leuvense KVHV-codex in te voeren, met de Gentse clubs en kringen in het korpsboek en een blauwe kaft.
Sinds 2012 wordt de Gentse codex opnieuw uitgebracht door het Studentikoos Centrum Ghendt (SC Ghendt).
De West-Vlaamse codex werd gevormd op basis van de Gentse codex en kwam tot stand met de hulp van SK Kortrijk en SK Zuid-Westers. De West-Vlaamse clubs beschikken in hun codex over een eigen clubgalerij en hoofdstuk met West-Vlaamse liederen. De kern van het liederboek blijft dezelfde als die van de Gentse codex zodat de paginanummers identiek zijn.
Aangezien het initiatief vanuit het Gentse studentenleven groeide, zijn deze codices sinds hun invoering snel overgenomen door de Gentse clubs, vanwege de inspraak. Zo is er met oog voor detail gewerkt aan de liederteksten en werden vele ontbrekende clubs onmiddellijk en correct toegevoegd aan de galerij der Gentse clubs. De Gentse Codex kreeg al na twee maanden een verbeterde herdruk. Deze herdruk is dunner door het gebruik van speciaal papier.
Op 14 februari 2013 werd een gelimiteerde luxe-uitgave van de Gentse codex uitgegeven. Deze bevat een extra katern met extra liederen, informatie over het Gentse studentenleven en kleurenfoto's. Dit in een stoffen kaft met biernagels. Hoewel deze eerst dertig euro ging kosten werd dit door het gezamenlijk drukken met de herdruk van de gewone editie verlaagd naar twintig euro.

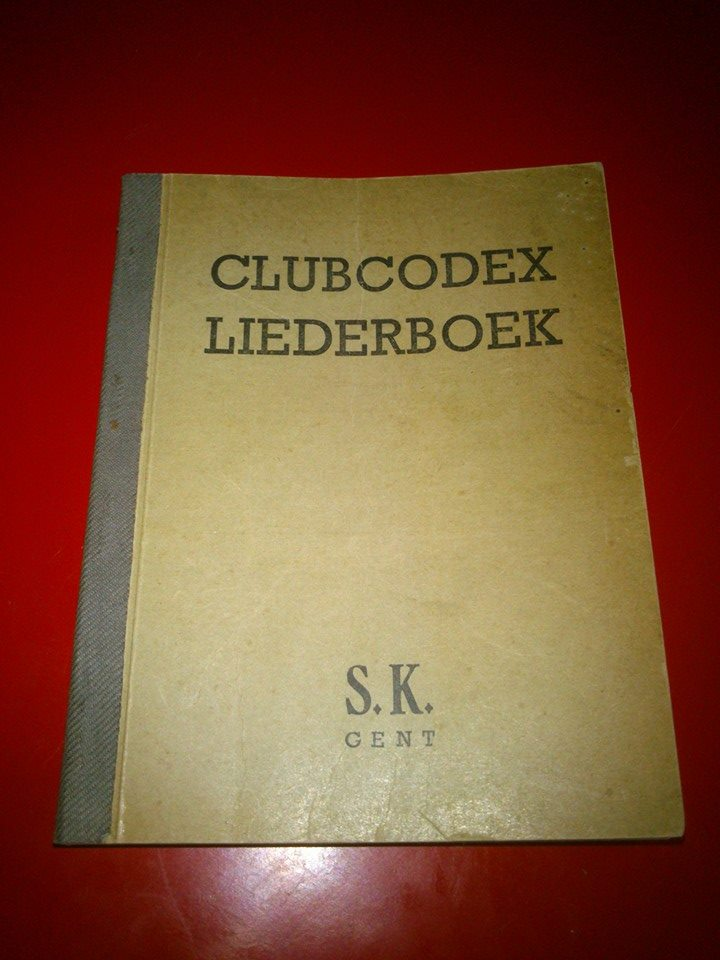
S.K. Codex (1954 - Vierde verbeterde uitgave).

### Uitgaves Clubcodex & Liederboek S.K. Ghendt
- Eerste uitgave: 23 november 1935
- Tweede uitgave: 1946
- Derde uitgave: oktober 1950[3]
- Vierde uitgave: 1954
- Vijfde uitgave: 1956[4]
- Zesde uitgave: 1960
- Zevende uitgave : 1964
- Achtste uitgave: 1967[5]
- Negende uitgave: 1972
- Tiende uitgave: 1978

...

### Uitgaves Gentse Clubcodex & Liederboek
- Eerste druk: september 2012
- Eerste druk - verbeterde uitgave: december 2012
- Eerste druk - luxe-uitgave: 14 februari 2013

### Uitgaves West-Vlaamse Clubcodex & Liederboek
- Eerste druk: 15 november 2012

## Brusselse codices

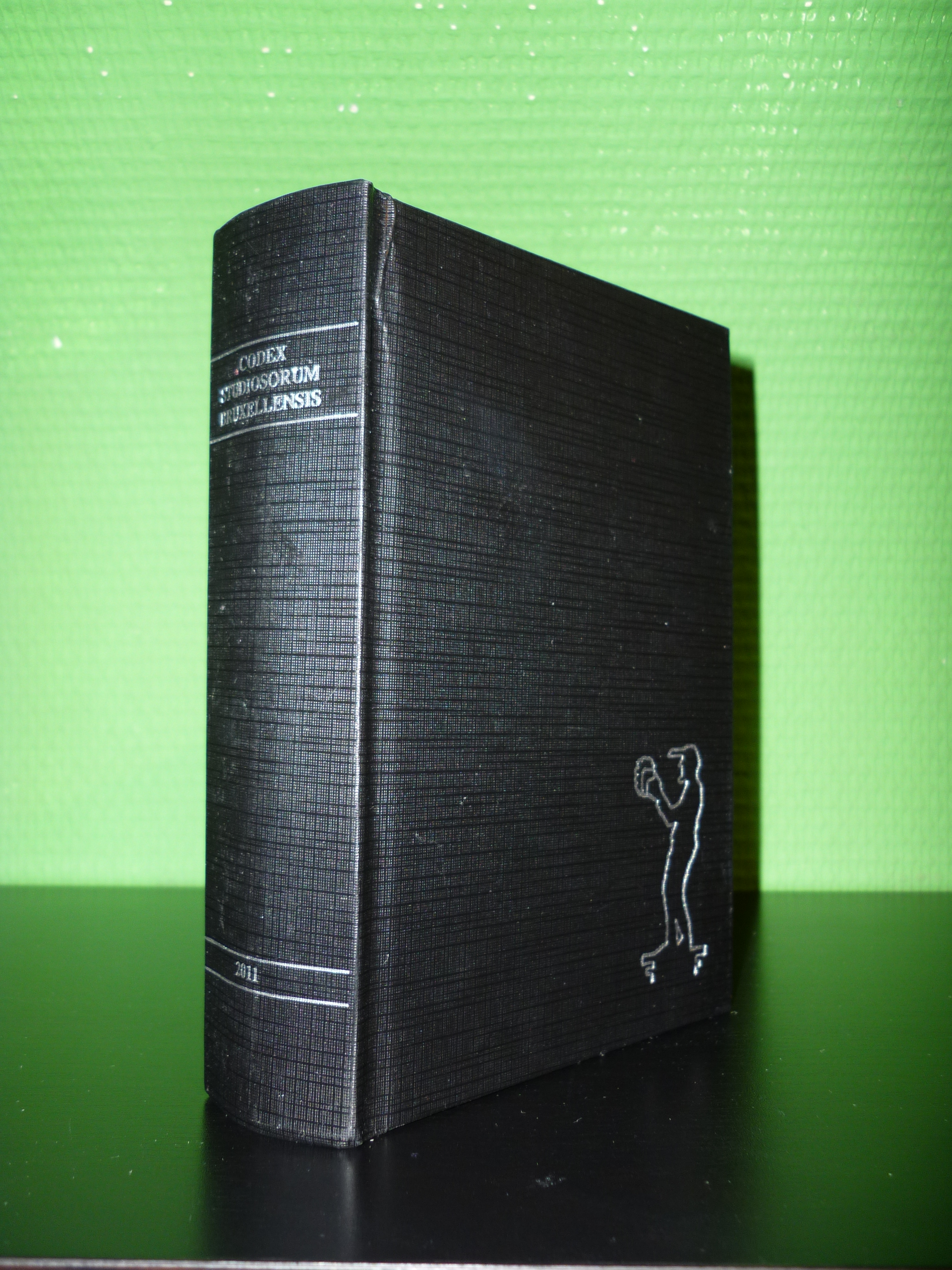
Codex Studiosorum Bruxellensis (2011)

### Codex Studiosorum Bruxellensis
De Brusselse hogescholen van de Erasmushogeschool Brussel en de Brusselse studenten van de Vrije Universiteit Brussel gebruiken een eigen versie die onder andere verwijzingen bevat naar hun antiklerikale tradities en ook een grotere verscheidenheid aan Franse liederen overgenomen van hun collega-studenten aan de ULB.  Deze studentencodex is gegroeid vanuit vrijzinnige en Vlaamse studententradities. 
In de jaren 70 kwam er een gestructureerde organisatie, het codexfonds, tot stand onder de leiding van toenmalig PK-praeses Leo Ven. Sindsdien verloopt de uitgave van de "Codex Studiosorum Bruxellensis" gestructureerd en worden er op geregelde tijdstippen nieuwe edities verzorgd, sinds 2002 ook met tekeningen, vaak uit andere studentenliedbundels of publicaties. Vanaf 2002 kwam een samenwerking tot stand met het Brussels SeniorenKonvent, dat eenmaal een eigen codex had uitgegeven.

#### Uitgaves
Codex Studiosorum Bruxellensis
- Eerste druk: 1977 (tot 6e druk: oranje kaft (slap) met tekening 'Klauwaert ende Geus')
- Tweede druk: 1978 (tot 6e druk: ringbinding)
- Derde druk: 1979
- Vierde druk: 1980
- Vijfde druk: 1981
- Zesde druk: 1984 (volledig zwarte slappe kaft)
- Zevende druk: 1985 (slappe zwarte kaft met tekening 'Klauwaert ende Geus')
- Achtste druk: 1989 (tot 11e druk: oranje blanje bleu slappe kaft met tekening 'Klauwaert ende Geus')
- Negende druk: 1990
- Tiende druk: 1991
- Elfde druk: 1993 (tot 13e druk: zwarte harde kaft met kleine tekening 'Klauwaert ende Geus')
- Twaalfde druk: 1995
- Dertiende druk: 1998

Codex Studiosorum Superiorum Bruxellensis
- 1999

Codex Studiosorum Bruxellensis
- Eerste druk: 2002 (tot nu: zwarte harde kaft met kleine tekening van student met pint)
- Tweede druk: 2005
- Derde druk: 2008
- Vierde druk: 2011
- Vijfde druk: 2014
- Zesde druk: 2017
- Zevende druk: 2022

### Franstalige codices
Aan de zusteruniversiteit Université Libre de Bruxelles en de vrijzinnige Franstalige hogescholen in Brussel gebruikt men de Carpe Diem gepubliceerd door de Guilde Polytechnique of Les Fleurs des Mäle gepubliceerd door de Union des Anciens Etudiants de l'ULB.

#### Florex

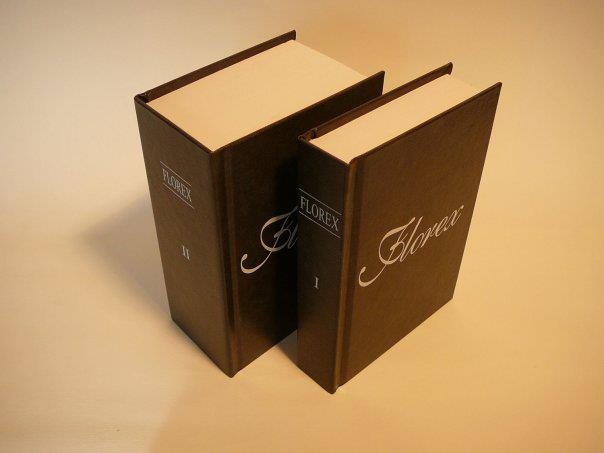
Le Florex II.

De Florex is de grootste Belgische codex, gepubliceerd door de Corporatio Brabantia Bruxelliensis. 
De 2e editie heeft meer dan 2300 pagina's verdeeld in twee delen.
- Eerste editie: 1995
- Tweede editie: 2006

#### Le Carpe Diem
Gepubliceerd door la Guilde Polytechnique aan de ULB. Het is een Franse codex inclusief een grote selectie aan Engelse, Nederlandstalige en Duitse liederen.
De recentste editie heeft meer dan 500 pagina's en was gepubliceerd in 2008. In de codex staan alle liederen die gezongen worden op cantus in de verschillende clubs en kringen aan de ULB in Brussel

#### Les Fleurs des Mâle
De Fleurs du Mâle werden voor het eerst uitgegeven in 1922 door de Cercle des Sciences aan de ULB. Sindsdien werden geregeld zangbundels gemaakt aan de ULB onder diezelfde naam maar niet noodzakelijk met dezelfde uitgever of uiterlijk. Zo hebben naast de Cercle des Sciences ook de Cercle Médecine en les Amis de la chanson Estudiantine uitgaves verzorgd van dit boekje.

##### Uitgaves
- Eerste uitgave: 1922
- Tweede uitgave: 1933
- Derde uitgave: 1935 (met supplement in 1938)
- Vierde uitgave: 1947
- Vijfde uitgave: 1960
- Zesde uitgave: 1967
- Zevende uitgave: 1968
- Achtste uitgave: 1969
- Negende uitgave: 1973
- Tiende uitgave: 1981
- Elfde uitgave: 1983
- Twaalfde uitgave: 1991
- Dertiende uitgave: 1993
- Veertiende uitgave: 2006
- Vijftiende uitgave: 2009

## RUCA codex
In Antwerpen werd de 'RUCA codex' uitgegeven door de KDA. De eerste uitgave verscheen in 1973. Deze liederenbundel bevatte naast tal van liedjes die ook terug te vinden zijn in de KVHV codex ook enkele niet door copyright beschermde liedjes (vaak "schunnige" parodieën).
In 1999 kwam er abrupt een einde aan de codex. Door toedoen van auteursrechten werd het KDA praesidium dat jaar verplicht om afstand te doen van de liederen die ook voorkwamen in de KVHV codex. De codex werd in oktober 1999 vervangen door de KVHV codex en een Addendum (De Rode Codex). De Rode Codex bevatte alle liederen die in de oude RUCA codex stonden, maar niet in die van het KVHV.
Over de jaren heen werd het liederenrepertoire van de Rode Codex gevoelig uitgebreid. De vijftiende uitgave is nog steeds te koop voor € 10.

### Uitgaves RUCA codex
- Eerste uitgave: oktober 1973
- Tweede uitgave: oktober 1976
- Derde uitgave: oktober 1978
- Vierde uitgave: oktober 1980
- Vijfde uitgave: maart 1984
- Zesde uitgave: december 1986
- Zevende uitgave: oktober 1990
- Achtste uitgave: april 1992
- Negende uitgave: november 1993
- Tiende uitgave: oktober 1995

(Addendum: Rode Codex)
- Elfde uitgave: oktober 1999
- Twaalfde uitgave: oktober 2005
- 2e druk twaalfde uitgave: oktober 2006
- 3e druk twaalfde uitgave: oktober 2008
- dertiende uitgave: oktober 2014
- veertiende uitgave: oktober 2018
- vijftiende uitgave: september 2019

## Waalse Codices
In Wallonië zijn er ook codices, zoals Le Bitu Magnifique.

### Le Bitu

#### Le Petit Bitu
Le Petit Bitu is een Waalse codex. Deze is voor het eerst gepubliceerd in 1980 door studenten aan de UCL. Illustraties zijn door Michel Schetter.
Le Petit Bitu is vervangen door Le Bitu Magnifique.

#### Le Bitu Magnifique

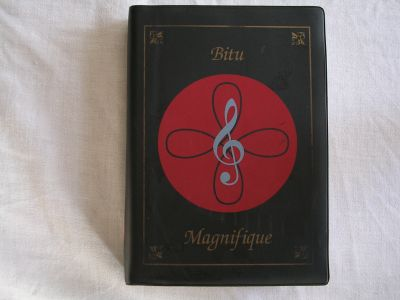
Le Bitu Magnifique (2001).

Le Bitu Magnifique is gepubliceerd in 2001 door de Academicus Sanctae Barbae Ordo (ASBO) aan de UCL en te Namen. Hij vervangt de oudere Petit Bitu.
Het woord 'Magnifique' is toegevoegd naar aanleiding van de rector aan de UCL, en refereert aan een gelijknamige zanger uit de jaren 60.
- Eerste editie: maart 2001 (1000 exemplaren, met het nummer 69)
- Tweede editie: september 2001 (2000 exemplaren, grotere versie)
- Derde editie: februari 2004 (2000 exemplaren)
- Vierde editie: januari 2007 (4000 exemplaren)
- Vijfde editie: oktober 2010 (3000 exemplaren)

### Le Chansonnier des étudiants Belges / Liederenboek der Belgische Studenten
Een collectie van "800 liederen met woord en wijs", in het Frans, Nederlands, Duits, Engels en Latijn, samengesteld door Armand Thiéry, professor aan de (toen eentalig Franstalige) universiteit van Leuven, voor de katholieke, kleurdragende en naar Duits model georganiseerde studentenvereniging K.A.V. Lovania Leuven.
Het werd in 1901 uitgegeven bij 'Nova et Vetera', de uitgeverij van Thiéry in Leuven. Het boek kostte in 1901 7.50 BEF & werd verkocht via J.B. Katto in de Schilderknechtstraat 52 in Brussel en via Breitkopf & Härtel in de Berg van het Hof 45 in Brussel.

## Buitengewone studentenliedboeken
Af en toe brengen bepaalde clubs of individuen een bundel uit met liederen met een bepaald thema. De bekendste hiervan zijn de 'neukcodices' met scabreuze parodieën van gekende studenten- of volksliedjes.

### Uitgaves Buitengewone studentenliedboeken
- Neuk Codex - Vlaamse Club Gent
- Sepulcrum-Neukcodex[6]
- Herr W.'s Nederlandstalige Neukcodex[7]
- Eroticodex - Anabolica
- Les fleurs du festival
- Liber Cantorum - CEFUC (Cercle des Etudiants des FUCaM)
- Swodex - SWAMP
- Codex Woltiensis - Woltje
- Codex Ganges Leuven
- Codex Caeruleus Diepenbeek
- Hadex - Codex Hades Leuven
- Delftse Codex - Moeder Delftse (Vlaamse studenten aan de universiteit van Delft)
- Moralicodex - 5jaarlijkse codex met de meest populaire cantusliederen van zowel vrijzinnige als katholieke strekking en eigen aanvullingen - Orde der Moraalridders
- NSV-codex - Nationalistisch Studentenverbond (-voorlopig- eenmalige codex die uit protest werd samengesteld omdat NSV-kringen niet van de faciliteiten van hogescholen of universiteiten gebruik mogen maken voor hun zangavonden en cantussen)
- Zangbundel - VNJ (geen echte studentencodex maar wel naar dezelfde leest geschoeid voor de jeugdbeweging der Vlaams-Nationalistische Jeugd)
- Geekcodex - Nemesis Gent (nog niet uitgegeven als drukwerk)[8]
- The Geeky Codex - Mythica Antwerpen (nog niet uitgegeven als drukwerk)[9]
- De zwarte codex - Satanica Gent (ook gekend als de metal codex)